# Dòlic

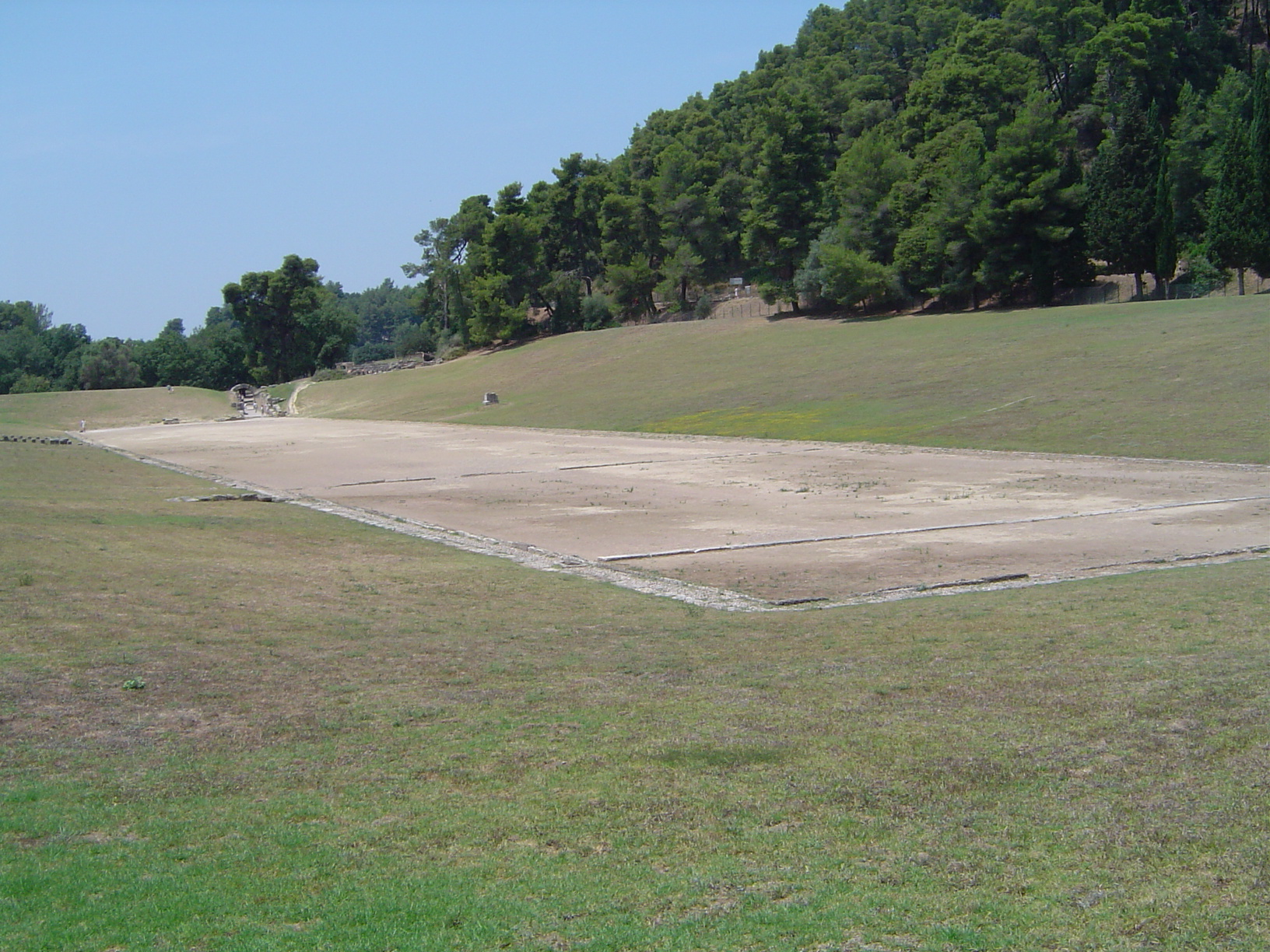
Antic estadi d'Olímpia, lloc on es realitzava la prova.

El Dòlic o Dolichos (grec: Δόλιχος, traduït com "cursa llarga") era una antiga carrera a peu que formava part del programa dels antics Jocs Olímpics i els altres Jocs Panhelènics. Fou introduïda el 720 aC.
La distància era aproximadament de 4800 metres. Fonts diferents presenten proves contradictòries sobre la longitud real de la prova. No obstant això, la durada mitjana citada de la cursa era d'aproximadament 12,5 voltes, quasi cinc quilòmetres. L'esdeveniment es va fer de manera similar a les modernes maratons (els corredors començarien i acabarien la seva prova a l'estadi pròpiament dit), però el circuit circulava pel recinte olímpic. El recorregut sovint flanquejava importants santuaris i estàtues al santuari, passant per l'estàtua del temple de Zeus abans de tornar a l'estadi Les proves arqueològiques de Nemea també mostren que hi havia pals de gir individuals.